# Туреччина на літніх Олімпійських іграх 2016
Туреччина на літніх Олімпійських іграх 2016 була представлена 103 спортсменами в 21 виді спорту.

## Медалісти
| Медалі | Спортсмени      | Вид спорту     | Дисципліна                          | Дата      |
| ------ | --------------- | -------------- | ----------------------------------- | --------- |
| Золото | Таха Акгюль     | Боротьба       | вільна, до 125 кг (чоловіки)        | 20 серпня |
| Срібло | Даніяр Ісмаїлов | Важка атлетика | до 69 кг (чоловіки)                 | 9 серпня  |
| Срібло | Риза Каяалп     | Боротьба       | греко-римська, до 130 кг (чоловіки) | 15 серпня |
| Срібло | Селім Яшар      | Боротьба       | вільна, до 86 кг (чоловіки)         | 20 серпня |
| Бронза | Дженк Ільдем    | Боротьба       | греко-римська, до 98 кг (чоловіки)  | 16 серпня |
| Бронза | Ясмані Копелло  | Легка атлетика | 400 м з бар'єрами (чоловіки)        | 18 серпня |
| Бронза | Сонер Демірташ  | Боротьба       | греко-римська, до 74 кг (чоловіки)  | 19 серпня |
| Бронза | Нур Татар       | Тхеквондо      | до 67 кг (жінки)                    | 19 серпня |

## Спортсмени
| Дисципліна                      | Чоловіки | Жінки | Разом |
| ------------------------------- | -------- | ----- | ----- |
| Стрільба з лука                 | 1        | 1     | 2     |
| Легка атлетика                  | 16       | 11    | 27    |
| Бадмінтон                       | 0        | 1     | 1     |
| Баскетбол                       | 0        | 12    | 12    |
| Бокс                            | 6        | 0     | 6     |
| Веслування на байдарках і каное | 0        | 1     | 1     |
| Велоспорт                       | 2        | 0     | 2     |
| Кінний спорт                    | 1        | 0     | 1     |
| Фехтування                      | 0        | 1     | 1     |
| Гімнастика                      | 1        | 1     | 2     |
| Дзюдо                           | 1        | 3     | 4     |
| Сучасне п'ятиборство            | 0        | 1     | 1     |
| Академічне веслування           | 2        | 0     | 2     |
| Вітрильний спорт                | 4        | 2     | 6     |
| Стрільба                        | 4        | 0     | 4     |
| Плавання                        | 1        | 3     | 4     |
| Настільний теніс                | 1        | 1     | 2     |
| Тхеквондо                       | 1        | 1     | 2     |
| Важка атлетика                  | 1        | 3     | 4     |
| Боротьба                        | 9        | 5     | 14    |
| Разом                           | 51       | 47    | 98    |

## Стрільба з лука
| Спортсмен           | Дисципліна                        | Попередній раунд | Попередній раунд | 1/32 фіналу                  | 1/16 фіналу              | 1/8 фіналу         | Чвертьфінали       | Півфінали          | Фінал / БМ         | Фінал / БМ       |
| Спортсмен           | Дисципліна                        | Результат        | Сіяний           | Суперник Результат           | Суперник Результат       | Суперник Результат | Суперник Результат | Суперник Результат | Суперник Результат | Місце            |
| ------------------- | --------------------------------- | ---------------- | ---------------- | ---------------------------- | ------------------------ | ------------------ | ------------------ | ------------------ | ------------------ | ---------------- |
| Мете Газоз          | індивідуальна першість (чоловіки) | 661              | 29               | Плійон (FRA) W 6*–5          | van den Berg (NED) L 3–7 | Завершив виступ    | Завершив виступ    | Завершив виступ    | Завершив виступ    | Завершив виступ  |
| Ясемін Ечем Анагьоз | індивідуальна першість (жінки)    | 638              | 25               | Lipiarska-Pałka (POL) W 6*–5 | Валенсія (MEX) L 5–6*    | Завершила виступ   | Завершила виступ   | Завершила виступ   | Завершила виступ   | Завершила виступ |

## Легка атлетика
Легенда
- Note – для трекових дисциплін місце вказане лише для забігу, в якому взяв участь спортсмен
- Q = пройшов у наступне коло напряму
- q = пройшов у наступне коло за добором (для трекових дисциплін - найшвидші часи серед тих, хто не пройшов напряму; для технічних дисциплін - увійшов до визначеної кількості фіналістів за місцем якщо напряму пройшло менше спортсменів, ніж визначена кількість)
- NR = Національний рекорд
- N/A = Коло відсутнє у цій дисципліні
- Bye = спортсменові не потрібно змагатися у цьому колі

Трекові і шосейні дисципліни
Чоловіки
| Спортсмен                                                                               | Дисципліна           | Попередній забіг | Попередній забіг | Чвертьфінал | Чвертьфінал | Півфінал        | Півфінал        | Фінал           | Фінал           |
| Спортсмен                                                                               | Дисципліна           | Результат        | Місце            | Результат   | Місце       | Результат       | Місце           | Результат       | Місце           |
| --------------------------------------------------------------------------------------- | -------------------- | ---------------- | ---------------- | ----------- | ----------- | --------------- | --------------- | --------------- | --------------- |
| Жак Харві                                                                               | 100 м                | Bye              | Bye              | 10.14       | 2 Q         | 10.03           | 4               | Завершив виступ | Завершив виступ |
| Жак Харві                                                                               | 200 м                | 20.58            | 6                | Н/Д         | Н/Д         | Завершив виступ | Завершив виступ | Завершив виступ | Завершив виступ |
| Раміль Гулієв                                                                           | 200 м                | 20.23            | 2 Q              | Н/Д         | Н/Д         | 20.09           | 4 q             | 20.43           | 8               |
| Ільхам Тануї Озбілен                                                                    | 1500 м               | 3:49.02          | 13               | Н/Д         | Н/Д         | Завершив виступ | Завершив виступ | Завершив виступ | Завершив виступ |
| Алі Кая                                                                                 | 5000 м               | 14:05.34         | 19               | Н/Д         | Н/Д         | Н/Д             | Н/Д             | Завершив виступ | Завершив виступ |
| Алі Кая                                                                                 | 10000 м              | Н/Д              | Н/Д              | Н/Д         | Н/Д         | Н/Д             | Н/Д             | DNF             | DNF             |
| Полат Арікан                                                                            | 10000 м              | Н/Д              | Н/Д              | Н/Д         | Н/Д         | Н/Д             | Н/Д             | 27:35.50        | 13              |
| Ясмані Копелло                                                                          | 400 м з бар'єрами    | 49.52            | 1 Q              | Н/Д         | Н/Д         | 48.61           | 3 q             | 47.92           | 3               |
| Арас Кая                                                                                | 3000 м з перешкодами | 8:32.35          | 8                | Н/Д         | Н/Д         | Н/Д             | Н/Д             | Завершив виступ | Завершив виступ |
| Халіл Аккаш                                                                             | 3000 м з перешкодами | 8:33.12          | 7                | Н/Д         | Н/Д         | Н/Д             | Н/Д             | Завершив виступ | Завершив виступ |
| Тарик Лангат Акдаг                                                                      | 3000 м з перешкодами | DNF              | DNF              | Н/Д         | Н/Д         | Н/Д             | Н/Д             | Завершив виступ | Завершив виступ |
| Емре Зафер Барнес Umutcan Cumali Emektaş Жак Харві Раміль Гулієв İzzet Safer Furkan Şen | 4×100 м              | 38.30            | 4                | Н/Д         | Н/Д         | Н/Д             | Н/Д             | Завершив виступ | Завершив виступ |
| Бекір Караель                                                                           | Марафон              | Н/Д              | Н/Д              | Н/Д         | Н/Д         | Н/Д             | Н/Д             | 2:31:27         | 126             |
| Ерджан Муслу                                                                            | Марафон              | Н/Д              | Н/Д              | Н/Д         | Н/Д         | Н/Д             | Н/Д             | 2:18:40         | 51              |
| Каан Озбілен                                                                            | Марафон              | Н/Д              | Н/Д              | Н/Д         | Н/Д         | Н/Д             | Н/Д             | 2:14:11         | 17              |
| Ерсін Таджир                                                                            | ходьба на 20 км      | Н/Д              | Н/Д              | Н/Д         | Н/Д         | Н/Д             | Н/Д             | 1:22.53         | 30              |
| Мерт Атли                                                                               | ходьба на 20 км      | Н/Д              | Н/Д              | Н/Д         | Н/Д         | Н/Д             | Н/Д             | 1:31.36         | 62              |

Жінки
| Спортсменка    | Дисципліна           | Попередній забіг | Попередній забіг | Фінал            | Фінал            |
| Спортсменка    | Дисципліна           | Результат        | Місце            | Результат        | Місце            |
| -------------- | -------------------- | ---------------- | ---------------- | ---------------- | ---------------- |
| Ясмін Джан     | 5000 м               | 15:19.50         | 2 Q              | 14:56.96         | 6                |
| Ясмін Джан     | 10000 м              | Н/Д              | Н/Д              | 30:26.41         | 7                |
| Мер'єм Акда    | 3000 м з перешкодами | 9:50.28          | 14               | Завершила виступ | Завершила виступ |
| Озлем Кая      | 3000 м з перешкодами | 9:32.03          | 9                | Завершила виступ | Завершила виступ |
| Туба Гювенч    | 3000 м з перешкодами | 9:49.93          | 14               | Завершила виступ | Завершила виступ |
| Есма Айдемір   | Марафон              | Н/Д              | Н/Д              | 2:39.59          | 58               |
| Султан Хайдар  | Марафон              | Н/Д              | Н/Д              | 2:53.57          | 111              |
| Мер'єм Ердоган | Марафон              | Н/Д              | Н/Д              | 2:54.04          | 112              |

Технічні дисципліни
| Спортсмен       | Дисципліна                   | Кваліфікація       | Кваліфікація | Фінал              | Фінал            |
| Спортсмен       | Дисципліна                   | Результат у метрах | Місце        | Результат у метрах | Місце            |
| --------------- | ---------------------------- | ------------------ | ------------ | ------------------ | ---------------- |
| Шериф Османоглу | потрійний стрибок (чоловіки) | НС                 | —            | Завершив виступ    | Завершив виступ  |
| Ешреф Апак      | метання молота (чоловіки)    | 70.08              | 15           | Завершив виступ    | Завершив виступ  |
| Карін Мей Меліс | стрибки в довжину (жінки)    | 6.49               | 14           | Завершила виступ   | Завершила виступ |
| Емель Дерелі    | штовхання ядра (жінки)       | 17.01              | 24           | Завершила виступ   | Завершила виступ |
| Кивилджим Кая   | метання молота (жінки)       | 64.79              | 26           | Завершила виступ   | Завершила виступ |
| Тугче Сагутоглу | метання молота (жінки)       | 67.05              | 21           | Завершив виступ    | Завершив виступ  |

## Бадмінтон
| Спортсмен   | Дисципліна               | Груповий етап                   | Груповий етап                 | Груповий етап | Вибування          | Чвертьфінал        | Півфінал           | Фінал / БМ         | Фінал / БМ       |
| Спортсмен   | Дисципліна               | Суперник Результат              | Суперник Результат            | Місце         | Суперник Результат | Суперник Результат | Суперник Результат | Суперник Результат | Місце            |
| ----------- | ------------------------ | ------------------------------- | ----------------------------- | ------------- | ------------------ | ------------------ | ------------------ | ------------------ | ---------------- |
| Озге Байрак | одиночний розряд (жінки) | Чиконьїні (ITA) W (21–14, 21–9) | Bae Y-j (KOR) L (11–21, 7–21) | 2             | Завершила виступ   | Завершила виступ   | Завершила виступ   | Завершила виступ   | Завершила виступ |

## Баскетбол

### Жіночий турнір
Склад команди
Нижче наведено склад збірної Туреччини в турнірі з баскетболу на літніх Олімпійських іграх 2016.
Груповий етап
| Команда   | І | В | П | З   | П   | РМ  | О  |
| --------- | - | - | - | --- | --- | --- | -- |
| Австралія | 5 | 5 | 0 | 400 | 345 | +55 | 10 |
| Франція   | 5 | 3 | 2 | 344 | 343 | +1  | 8  |
| Туреччина | 5 | 3 | 2 | 324 | 325 | -1  | 8  |
| Японія    | 5 | 3 | 2 | 386 | 378 | +8  | 8  |
| Білорусь  | 5 | 1 | 4 | 347 | 361 | -14 | 6  |
| Бразилія  | 5 | 0 | 5 | 335 | 384 | -49 | 5  |

| 6 серпня 2016 12:00 | Протокол | Туреччина                                    | 39–55 | Франція                                           |  | Молодіжна арена Глядачів: 2042 |
| 6 серпня 2016 12:00 | Протокол | Рахунок за чвертями: 16–8, 3–14, 16–19, 4–14 |       |                                                   |  | Молодіжна арена Глядачів: 2042 |
| 6 серпня 2016 12:00 | Протокол | Очки: Їлмаз 16 Підб.: Їлмаз 6 РП: Вардарлі 5 |       | Очки: Мішель, Мієм 14 Підб.: Якубу 11 РП: Епупа 5 |  | Молодіжна арена Глядачів: 2042 |

| 7 серпня 2016 17:30 | Протокол | Австралія                                            | 61–56 | Туреччина                                        |  | Молодіжна арена Глядачів: 1853 |
| 7 серпня 2016 17:30 | Протокол | Рахунок за чвертями: 12-15, 14-14, 17-12, 18-15      |       |                                                  |  | Молодіжна арена Глядачів: 1853 |
| 7 серпня 2016 17:30 | Протокол | Очки: Кембідж 22 Підб.: Кембідж 11 РП: 3 гравці по 3 |       | Очки: Сендерс 25 Підб.: Сендерс 7 РП: Вардарлі 7 |  | Молодіжна арена Глядачів: 1853 |

| 9 серпня 2016 17:45 | Протокол | Туреччина                                           | 76–62 | Японія                                           |  | Молодіжна арена Глядачів: 2624 |
| 9 серпня 2016 17:45 | Протокол | Рахунок за чвертями: 24–9, 14–14, 19–16, 19–23      |       |                                                  |  | Молодіжна арена Глядачів: 2624 |
| 9 серпня 2016 17:45 | Протокол | Очки: Сендерс 36 Підб.: Чаглар 9 РП: Олбен, Чакир 5 |       | Очки: Токашикі 13 Підб.: Токашикі 7 РП: Йосіда 7 |  | Молодіжна арена Глядачів: 2624 |

| 11 серпня 2016 12:15 | Протокол | Білорусь                                             | 71–74 | Туреччина                                       |  | Молодіжна арена Глядачів: 1784 |
| 11 серпня 2016 12:15 | Протокол | Рахунок за чвертями: 19–13, 14–20, 21–24, 17–17      |       |                                                 |  | Молодіжна арена Глядачів: 1784 |
| 11 серпня 2016 12:15 | Протокол | Очки: Гардінг 17 Підб.: Левченко 10 РП: Веремеєнко 7 |       | Очки: Їлмаз 26 Підб.: Сендерс 11 РП: Вардарлі 7 |  | Молодіжна арена Глядачів: 1784 |

| 13 серпня 2016 15:30 | Протокол | Туреччина                                                     | 79–76 | Бразилія                                                        | OT | Молодіжна арена Глядачів: 3075 |
| 13 серпня 2016 15:30 | Протокол | Рахунок за чвертями: 8–15, 12–21, 21–11, 19–13 OT: 10–10, 9–6 |       |                                                                 | OT | Молодіжна арена Глядачів: 3075 |
| 13 серпня 2016 15:30 | Протокол | Очки: Сендерс 23 Підб.: Сендерс 10 РП: Олбен 5                |       | Очки: Кастро Маркеш 22 Підб.: дус Сантус 12 РП: Кастро Маркеш 8 | OT | Молодіжна арена Глядачів: 3075 |

Quarter-final
| 16 серпня 2016 14:30 | Протокол | Іспанія                                        | 64–62 | Туреччина                                      |  | Молодіжна арена Глядачів: 6565 |
| 16 серпня 2016 14:30 | Протокол | Рахунок за чвертями: 12–17, 17–8, 13–22, 22–15 |       |                                                |  | Молодіжна арена Глядачів: 6565 |
| 16 серпня 2016 14:30 | Протокол | Очки: Крус 14 Підб.: Торренс 11 РП: Крус 6     |       | Очки: Сендерс 22 Підб.: Сендерс 10 РП: Олбен 6 |  | Молодіжна арена Глядачів: 6565 |

## Бокс
| Спортсмен          | Категорія              | 1/16 фіналу        | 1/8 фіналу           | Чвертьфінали         | Півфінали          | Фінал              | Фінал           |
| Спортсмен          | Категорія              | Суперник Результат | Суперник Результат   | Суперник Результат   | Суперник Результат | Суперник Результат | Місце           |
| ------------------ | ---------------------- | ------------------ | -------------------- | -------------------- | ------------------ | ------------------ | --------------- |
| Сельчук Екер       | до 52 кг (чоловіки)    | Hu Jg (CHN) L 1–2  | Завершив виступ      | Завершив виступ      | Завершив виступ    | Завершив виступ    | Завершив виступ |
| Батухан Гозгеч     | до 64 кг (чоловіки)    | Смайла (CMR) W 3–0 | Тейшейра (BRA) W 3–0 | Арутюнян (GER) L 0–3 | Завершив виступ    | Завершив виступ    | Завершив виступ |
| Онур Шипаль        | до 69 кг (чоловіки)    | Чамов (BUL) L 0–3  | Завершив виступ      | Завершив виступ      | Завершив виступ    | Завершив виступ    | Завершив виступ |
| Ендер Шіпал        | до 75 кг (чоловіки)    | Музійо (ZAM) W 2–1 | Yadav (IND) L 0–3    | Завершив виступ      | Завершив виступ    | Завершив виступ    | Завершив виступ |
| Мехмет Унал        | до 81 кг (чоловіки)    | Саада (MAR) W WO   | La Cruz (CUB) L 0–3  | Завершив виступ      | Завершив виступ    | Завершив виступ    | Завершив виступ |
| Алі Ерен Демірезен | понад 91 кг (чоловіки) | Bye                | Хргович (CRO) L 0–3  | Завершив виступ      | Завершив виступ    | Завершив виступ    | Завершив виступ |

## Веслування на байдарках і каное

### Спринт
| Спортсмен   | Дисципліна         | Заїзди   | Заїзди | Півфінали | Півфінали | Фінал            | Фінал            |
| Спортсмен   | Дисципліна         | Час      | Місце  | Час       | Місце     | Час              | Місце            |
| ----------- | ------------------ | -------- | ------ | --------- | --------- | ---------------- | ---------------- |
| Ласма Лієпа | Б-1, 200 м (жінки) | 41.760   | 4 Q    | 41.866    | 7         | Завершила виступ | Завершила виступ |
| Ласма Лієпа | Б-1, 500 м (жінки) | 1:59.581 | 5 Q    | 2:08.450  | 7         | Завершила виступ | Завершила виступ |

Пояснення до кваліфікації: FA = Кваліфікувались до фіналу A (за медалі); FB = Кваліфікувались до фіналу B (не за медалі)

## Велоспорт

### Шосе
| Спортсмен   | Дисципліна                         | Час          | Місце        |
| ----------- | ---------------------------------- | ------------ | ------------ |
| Онур Балкан | Групова шосейна гонка (чоловіки)   | Не фінішував | Не фінішував |
| Ахмет Оркен | Групова шосейна гонка (чоловіки)   | Не фінішував | Не фінішував |
| Ахмет Оркен | роздільна шосейна гонка (чоловіки) | 1:27:37.41   | 34           |

## Кінний спорт

### Конкур
| Спортсмен     | Кінь             | Дисципліна    | Кваліфікація | Кваліфікація | Кваліфікація    | Кваліфікація    | Кваліфікація    | Кваліфікація    | Кваліфікація    | Кваліфікація    | Фінал           | Фінал           | Фінал           | Фінал           | Фінал           | Загалом         | Загалом         |
| Спортсмен     | Кінь             | Дисципліна    | Раунд 1      | Раунд 1      | Раунд 2         | Раунд 2         | Раунд 2         | Раунд 3         | Раунд 3         | Раунд 3         | Фінал A         | Фінал A         | Фінал B         | Фінал B         | Фінал B         | Загалом         | Загалом         |
| Спортсмен     | Кінь             | Дисципліна    | Штрафні очки | Місце        | Штрафні очки    | Загалом         | Місце           | Штрафні очки    | Загалом         | Місце           | Штрафні очки    | Місце           | Штрафні очки    | Загалом         | Місце           | Штрафні очки    | Місце           |
| ------------- | ---------------- | ------------- | ------------ | ------------ | --------------- | --------------- | --------------- | --------------- | --------------- | --------------- | --------------- | --------------- | --------------- | --------------- | --------------- | --------------- | --------------- |
| Омер Караевлі | Roso au Crosnier | Індивідуальні | 13           | 61           | Завершив виступ | Завершив виступ | Завершив виступ | Завершив виступ | Завершив виступ | Завершив виступ | Завершив виступ | Завершив виступ | Завершив виступ | Завершив виступ | Завершив виступ | Завершив виступ | Завершив виступ |

## Фехтування
| Спортсмен     | Дисципліна                   | 1/32 фіналу        | 1/16 фіналу        | 1/8 фіналу         | Чвертьфінал        | Півфінал           | Фінал / БМ         | Фінал / БМ       |
| Спортсмен     | Дисципліна                   | Суперник Результат | Суперник Результат | Суперник Результат | Суперник Результат | Суперник Результат | Суперник Результат | Місце            |
| ------------- | ---------------------------- | ------------------ | ------------------ | ------------------ | ------------------ | ------------------ | ------------------ | ---------------- |
| Ірем Карамете | індивідуальна рапіра (жінки) | Bye                | Тібус (FRA) L 6–15 | Завершила виступ   | Завершила виступ   | Завершила виступ   | Завершила виступ   | Завершила виступ |

## Гімнастика

### Спортивна гімнастика
Чоловіки
| Спортсмен | Дисципліна | Кваліфікація  | Кваліфікація       | Кваліфікація | Кваліфікація | Кваліфікація | Кваліфікація | Кваліфікація | Кваліфікація | Фінал  | Фінал  | Фінал  | Фінал  | Фінал           | Фінал           | Фінал           | Фінал           |                 |                 |                 |                 |
| Спортсмен | Дисципліна | Вправа        | Вправа             | Вправа       | Вправа       | Вправа       | Вправа       | Загалом      | Місце        | Вправа | Вправа | Вправа | Вправа | Вправа          | Вправа          | Загалом         | Місце           |                 |                 |                 |                 |
| --------- | ---------- | ------------- | ------------------ | ------------ | ------------ | ------------ | ------------ | ------------ | ------------ | ------ | ------ | ------ | ------ | --------------- | --------------- | --------------- | --------------- | --------------- | --------------- | --------------- | --------------- |
| Спортсмен | Дисципліна | Ферхат Арікан | Абсолютна першість | 13.133       | 13.866       | 13.733       | 13.533       | Загалом      | Місце        | 14.733 | 13.633 | 82.631 | 41     | Завершив виступ | Завершив виступ | Завершив виступ | Завершив виступ | Завершив виступ | Завершив виступ | Завершив виступ | Завершив виступ |

Жінки
| Спортсменка | Дисципліна | Кваліфікація | Кваліфікація       | Кваліфікація | Кваліфікація | Кваліфікація | Кваліфікація | Фінал  | Фінал  | Фінал  | Фінал  | Фінал   | Фінал |                  |                  |                  |                  |                  |                  |
| Спортсменка | Дисципліна | Вправа       | Вправа             | Вправа       | Вправа       | Загалом      | Місце        | Вправа | Вправа | Вправа | Вправа | Загалом | Місце |                  |                  |                  |                  |                  |                  |
| ----------- | ---------- | ------------ | ------------------ | ------------ | ------------ | ------------ | ------------ | ------ | ------ | ------ | ------ | ------- | ----- | ---------------- | ---------------- | ---------------- | ---------------- | ---------------- | ---------------- |
| Спортсменка | Дисципліна | Тутя Їлмаз   | Абсолютна першість | 13.733       | 12.166       | Загалом      | Місце        | 14.500 | 12.733 | 53.132 | 42     | Загалом | Місце | Завершила виступ | Завершила виступ | Завершила виступ | Завершила виступ | Завершила виступ | Завершила виступ |

## Дзюдо
| Спортсмен          | Категорія           | 1/32 фіналу        | 1/16 фіналу                 | 1/8 фіналу                | Чвертьфінали         | Півфінали          | Втішний поєдинок            | Фінал / БМ            | Фінал / БМ       |
| Спортсмен          | Категорія           | Суперник Результат | Суперник Результат          | Суперник Результат        | Суперник Результат   | Суперник Результат | Суперник Результат          | Суперник Результат    | Місце            |
| ------------------ | ------------------- | ------------------ | --------------------------- | ------------------------- | -------------------- | ------------------ | --------------------------- | --------------------- | ---------------- |
| Бекір Озлю         | до 60 кг (чоловіки) | Bye                | Маккензі (GBR) L 000–003    | Завершив виступ           | Завершив виступ      | Завершив виступ    | Завершив виступ             | Завершив виступ       | Завершив виступ  |
| Ділара Локманхекім | до 48 кг (жінки)    | Н/Д                | Каррільйо (MEX) L 000–100   | Завершила виступ          | Завершила виступ     | Завершила виступ   | Завершила виступ            | Завершила виступ      | Завершила виступ |
| Бюшра Катіпоглу    | до 63 кг (жінки)    | Н/Д                | Ніколоска (MKD) W 000–000 S | Агбеньєну (FRA) L 000–102 | Завершила виступ     | Завершила виступ   | Завершила виступ            | Завершила виступ      | Завершила виступ |
| Кайра Саїт         | понад 78 кг (жінки) | Н/Д                | Bye                         | Мохіка (PUR) W 102–000    | Yu S (CHN) L 000–111 | Завершила виступ   | Chikhrouhou (TUN) W 100–000 | Ямабе (JPN) L 000–010 | 5                |

## Сучасне п'ятиборство
| Спортсмен      | Дисципліна | Фехтування (шпага, один дотик) | Фехтування (шпага, один дотик) | Фехтування (шпага, один дотик) | Фехтування (шпага, один дотик) | Плавання (200 м вільним стилем) | Плавання (200 м вільним стилем) | Плавання (200 м вільним стилем) | Верхова їзда (конкур) | Верхова їзда (конкур) | Верхова їзда (конкур) | Комбіновано: стрільба/біг (10 м, пневматичний пістолет)/(3200 м) | Комбіновано: стрільба/біг (10 м, пневматичний пістолет)/(3200 м) | Комбіновано: стрільба/біг (10 м, пневматичний пістолет)/(3200 м) | Загалом очок | Підсумкове місце |
| Спортсмен      | Дисципліна | RR                             | BR                             | Місце                          | Очки                           | Час                             | Місце                           | Очки                            | Штрафні очки          | Місце                 | Очки                  | Час                                                              | Місце                                                            | MP Points                                                        | Загалом очок | Підсумкове місце |
| -------------- | ---------- | ------------------------------ | ------------------------------ | ------------------------------ | ------------------------------ | ------------------------------- | ------------------------------- | ------------------------------- | --------------------- | --------------------- | --------------------- | ---------------------------------------------------------------- | ---------------------------------------------------------------- | ---------------------------------------------------------------- | ------------ | ---------------- |
| Ільке Озюксель | жінки      | 10–25                          | 0                              | 35                             | 160                            | 2:17.79                         | 19                              | 287                             | EL                    | =31                   | 0                     | 12:49.98                                                         | 12                                                               | 531                                                              | 978          | 35               |

## Академічне веслування
| Спортсмен                  | Дисципліна                          | Заїзди  | Заїзди | Втішний заплив | Втішний заплив | Півфінали | Півфінали | Фінал   | Фінал |
| Спортсмен                  | Дисципліна                          | Час     | Місце  | Час            | Місце          | Час       | Місце     | Час     | Місце |
| -------------------------- | ----------------------------------- | ------- | ------ | -------------- | -------------- | --------- | --------- | ------- | ----- |
| Хюсеїн Кандемір Cem Yılmaz | Парні двійки, легка вага (чоловіки) | 6:41.67 | 5 R    | 7:13.49        | 5 SC/D         | 7:24.14   | 2 FC      | 6:47.06 | 16    |

Пояснення до кваліфікації: FA=Фінал A (за медалі); FB=Фінал B (не за медалі); FC=Фінал C (не за медалі); FD=Фінал D (не за медалі); FE=Фінал E (не за медалі); FF=Фінал F (не за медалі); SA/B=Півфінали A/B; SC/D=Півфінали C/D; SE/F=Півфінали E/F; QF=Чвертьфінали; R=Потрапив у втішний заплив

## Вітрильний спорт
| Спортсмен              | Дисципліна      | Заплив | Заплив | Заплив | Заплив | Заплив | Заплив | Заплив | Заплив | Заплив | Заплив | Заплив | Заплив | Заплив | Очки | Підсумкове місце |
| Спортсмен              | Дисципліна      | 1      | 2      | 3      | 4      | 5      | 6      | 7      | 8      | 9      | 10     | 11     | 12     | M*     | Очки | Підсумкове місце |
| ---------------------- | --------------- | ------ | ------ | ------ | ------ | ------ | ------ | ------ | ------ | ------ | ------ | ------ | ------ | ------ | ---- | ---------------- |
| Онур Джавіт Біріз      | RS:X (чоловіки) | 31     | 32     | 37     | 34     | 37     | 29     | 23     | 37     | 33     | 37     | 33     | 37     | EL     | 363  | 35               |
| Алікан Кайнар          | Фінн (чоловіки) | 2      | 5      | 6      | 19     | 19     | 12     | 8      | 17     | 12     | 11     | Н/Д    | Н/Д    | EL     | 93   | 13               |
| Атеш Чинар Деніз Чинар | 470 (чоловіки)  | 14     | 19     | 18     | 12     | 7      | 15     | 12     | 18     | 21     | 5      | Н/Д    | Н/Д    | EL     | 120  | 15               |
| Ділара Уралп           | RS:X (жінки)    | 20     | 19     | 23     | 24     | 20     | 21     | 27     | 21     | 20     | 20     | 24     | 19     | EL     | 231  | 22               |
| Назлі Кагла Донертас   | Лазер радіал    | 16     | 20     | 6      | 9      | 22     | 10     | 5      | 27     | 12     | 28     | Н/Д    | Н/Д    | EL     | 127  | 15               |

M = Медальний заплив; EL = Вибув – не потрапив до медального запливу

## Стрільба
| Спортсмен      | Дисципліна                                  | Кваліфікація | Кваліфікація | Півфінал        | Півфінал        | Фінал           | Фінал           |
| Спортсмен      | Дисципліна                                  | Очки         | Місце        | Очки            | Місце           | Очки            | Місце           |
| -------------- | ------------------------------------------- | ------------ | ------------ | --------------- | --------------- | --------------- | --------------- |
| Юсуф Дікеч     | пневматичний пістолет, 10 метрів (чоловіки) | 576          | 21           | Н/Д             | Н/Д             | Завершив виступ | Завершив виступ |
| Юсуф Дікеч     | пістолет, 50 метрів (чоловіки)              | 550          | 22           | Н/Д             | Н/Д             | Завершив виступ | Завершив виступ |
| Явуз Ільнам    | трап (чоловіки)                             | 115          | 13           | Завершив виступ | Завершив виступ | Завершив виступ | Завершив виступ |
| Ердінч Кебапчі | трап (чоловіки)                             | 108          | 29           | Завершив виступ | Завершив виступ | Завершив виступ | Завершив виступ |
| Ісмаїл Келеш   | пневматичний пістолет, 10 метрів (чоловіки) | 575          | 24           | Н/Д             | Н/Д             | Завершив виступ | Завершив виступ |
| Ісмаїл Келеш   | пістолет, 50 метрів (чоловіки)              | 544          | 29           | Н/Д             | Н/Д             | Завершив виступ | Завершив виступ |

Пояснення до кваліфікації: Q = Пройшов у наступне коло; q = Кваліфікувався щоб змагатись у поєдинку за бронзову медаль

## Плавання
| Спортсмен             | Дисципліна                           | Попередній заплив | Попередній заплив | Півфінал         | Півфінал         | Фінал            | Фінал            |
| Спортсмен             | Дисципліна                           | Час               | Місце             | Час              | Місце            | Час              | Місце            |
| --------------------- | ------------------------------------ | ----------------- | ----------------- | ---------------- | ---------------- | ---------------- | ---------------- |
| Незір Карап           | 400 метрів вільним стилем (чоловіки) | 3:58.37           | 43                | Н/Д              | Н/Д              | Завершив виступ  | Завершив виступ  |
| Катерина Аврамова     | 200 метрів на спині (жінки)          | 2:11.21           | 21                | Завершила виступ | Завершила виступ | Завершила виступ | Завершила виступ |
| Вікторія Зейнеп Гюнеш | 100 метрів брасом (жінки)            | 1:07.14           | 15 Q              | 1:07.41          | 14               | Завершила виступ | Завершила виступ |
| Вікторія Зейнеп Гюнеш | 200 метрів брасом (жінки)            | 2:23.83           | 7 Q               | 2:23.49          | 9                | Завершила виступ | Завершила виступ |
| Вікторія Зейнеп Гюнеш | 400 метрів комплексом (жінки)        | 4:41.79           | 18                | Н/Д              | Н/Д              | Завершила виступ | Завершила виступ |
| Ніда Еліз Юстюндаг    | 200 метрів батерфляєм (жінки)        | 2:10.02           | 22                | Завершила виступ | Завершила виступ | Завершила виступ | Завершила виступ |

## Настільний теніс
| Спортсмен | Дисципліна                  | Попередній раунд   | Раунд 1            | Раунд 2            | Раунд 3              | 1/8 фіналу         | Чвертьфінали       | Півфінали          | Фінал / БМ         | Фінал / БМ       |
| Спортсмен | Дисципліна                  | Суперник Результат | Суперник Результат | Суперник Результат | Суперник Результат   | Суперник Результат | Суперник Результат | Суперник Результат | Суперник Результат | Місце            |
| --------- | --------------------------- | ------------------ | ------------------ | ------------------ | -------------------- | ------------------ | ------------------ | ------------------ | ------------------ | ---------------- |
| Ahmet Li  | одиночний розряд (чоловіки) | Bye                | Bye                | Wang (CAN) L 0–4   | Завершив виступ      | Завершив виступ    | Завершив виступ    | Завершив виступ    | Завершив виступ    | Завершив виступ  |
| Melek Hu  | одиночний розряд (жінки)    | Bye                | Bye                | Bye                | Chen S-y (TPE) L 0–4 | Завершила виступ   | Завершила виступ   | Завершила виступ   | Завершила виступ   | Завершила виступ |

## Тхеквондо
| Спортсмен      | Категорія           | 1/8 фіналу               | Чвертьфінали               | Півфінали            | Втішний поєдинок      | Фінал / БМ             | Фінал / БМ |
| Спортсмен      | Категорія           | Суперник Результат       | Суперник Результат         | Суперник Результат   | Суперник Результат    | Суперник Результат     | Місце      |
| -------------- | ------------------- | ------------------------ | -------------------------- | -------------------- | --------------------- | ---------------------- | ---------- |
| Сервет Тазеґюл | до 68 кг (чоловіки) | Morales (CHI) W 14–1 PTG | Денисенко (RUS) L 6–19 PTG | Завершив виступ      | Contreras (VEN) L 4–5 | Завершив виступ        | 7          |
| Нур Татар      | до 67 кг (жінки)    | Мартон (AUS) W 11–1      | Гюлеч (GER) W 5–1          | Ніар (FRA) L 0–4 SUD | Bye                   | Chuang C-c (TPE) W 7–3 | 3          |

## Теніс
| Спортсмен       | Дисципліна               | 1/32 фіналу                    | 1/16 фіналу        | 1/8 фіналу         | Чвертьфінали       | Півфінали          | Фінал / БМ         | Фінал / БМ       |
| Спортсмен       | Дисципліна               | Суперник Результат             | Суперник Результат | Суперник Результат | Суперник Результат | Суперник Результат | Суперник Результат | Місце            |
| --------------- | ------------------------ | ------------------------------ | ------------------ | ------------------ | ------------------ | ------------------ | ------------------ | ---------------- |
| Чагла Бююкакчай | одиночний розряд (жінки) | Макарова (RUS) L 6–3, 0–6, 6–8 | Завершила виступ   | Завершила виступ   | Завершила виступ   | Завершила виступ   | Завершила виступ   | Завершила виступ |

## Важка атлетика
| Спортсмен       | Категорія           | Ривок     | Ривок | Поштовх   | Поштовх | Загалом | Місце |
| Спортсмен       | Категорія           | Результат | Місце | Результат | Місце   | Загалом | Місце |
| --------------- | ------------------- | --------- | ----- | --------- | ------- | ------- | ----- |
| Даніяр Ісмаїлов | до 69 кг (чоловіки) | 163       | 1     | 188       | 2       | 351     | 2     |
| Мехтап Курназ   | до 63 кг (жінки)    | 81        | 14    | 100       | 13      | 181     | 13    |
| Дуйгу Айнаджи   | до 69 кг (жінки)    | 90        | 14    | 110       | 12      | 200     | 12    |
| Ассія Іпек      | до 75 кг (жінки)    | 83        | 13    | 103       | 13      | 186     | 13    |

## Боротьба
Легенда:
- VT – Перемога на туше.
- PP – Перемога за очками – з технічними очками в того, хто програв.
- PO – Перемога за очками – без технічних очок в того, хто програв.
- ST – Перемога за явної переваги – різниця в очках становить принаймні 8 (греко-римська боротьба) або 10 (вільна боротьба) очок, без технічних очок у того, хто програв.
- SP – Перемога за явної переваги – різниця в очках становить принаймні 8 (греко-римська боротьба) або 10 (вільна боротьба) очок, з технічними очками в того, хто програв.

| Спортсмен              | Категорія            | Кваліфікація             | 1/8 фіналу                | Чвертьфінал              | Півфінал                  | Втішний поєдинок 1     | Втішний поєдинок 2      | Фінал / БМ                      | Фінал / БМ           |
| Спортсмен              | Категорія            | Суперник Результат       | Суперник Результат        | Суперник Результат       | Суперник Результат        | Суперник Результат     | Суперник Результат      | Суперник Результат              | Місце                |
| Чоловіки's Freestyle   | Чоловіки's Freestyle | Чоловіки's Freestyle     | Чоловіки's Freestyle      | Чоловіки's Freestyle     | Чоловіки's Freestyle      | Чоловіки's Freestyle   | Чоловіки's Freestyle    | Чоловіки's Freestyle            | Чоловіки's Freestyle |
| ---------------------- | -------------------- | ------------------------ | ------------------------- | ------------------------ | ------------------------- | ---------------------- | ----------------------- | ------------------------------- | -------------------- |
| Сулейман Атли          | до 57 кг             | Bye                      | Гуйдя (ROU) L 1–3 PP      | Завершив виступ          | Завершив виступ           | Завершив виступ        | Завершив виступ         | Завершив виступ                 | 16                   |
| Мустафа Кая            | до 65 кг             | Вальдес (CUB) L 0–5 VT   | Завершив виступ           | Завершив виступ          | Завершив виступ           | Завершив виступ        | Завершив виступ         | Завершив виступ                 | 20                   |
| Сонер Демірташ         | до 74 кг             | Bye                      | Онорбат (MGL) W 3–1 PP    | H Yazdani (IRI) L 0–3 PO | Завершив виступ           | Bye                    | Кастеллі (HAI) W 4–0 ST | Уссербаєв (KAZ) W 3–0 PO        | 3                    |
| Селім Яшар             | до 86 кг             | Bye                      | Еспіналь (PUR) W 3–1 PP   | Салас (CUB) W 3–1 PP     | Кокс (USA) W 3–1 PP       | Bye                    | Bye                     | Садулаєв (RUS) L 0–3 PO         | 2                    |
| Ібрагім Болукбаші      | до 97 кг             | R Yazdani (IRI) L 0–4 ST | Завершив виступ           | Завершив виступ          | Завершив виступ           | Завершив виступ        | Завершив виступ         | Завершив виступ                 | 17                   |
| Таха Акгюль            | до 125 кг            | Bye                      | Чулуунбат (MGL) W 4–0 ST  | Саїдов (BLR) W 4–0 ST    | Беріанідзе (ARM) W 3–1 PP | Bye                    | Bye                     | Гасемі (IRI) W 3–1 PP           | 1                    |
| Чоловіки's Greco-Roman |                      |                          |                           |                          |                           |                        |                         |                                 |                      |
| Сельджук Чебі          | до 75 кг             | Bye                      | Старчевич (CRO) L 1–3 PP  | Завершив виступ          | Завершив виступ           | Завершив виступ        | Завершив виступ         | Завершив виступ                 | 15                   |
| Дженк Ільдем           | до 98 кг             | Bye                      | Singh (IND) W 3–1 PP      | Магомедов (RUS) W 3–1 PP | Алексанян (ARM) L 0–4 ST  | Bye                    | Bye                     | Алексус-Чіураріу (ROU) W 3–0 PO | 3                    |
| Риза Каяалп            | до 130 кг            | Bye                      | Карабальйо (VEN) W 4–0 ST | Шаріаті (AZE) W 5–0 VT   | Попп (GER) W 4–0 ST       | Bye                    | Bye                     | Лопес (CUB) L 0–3 PO            | 2                    |
| Жінки's Freestyle      |                      |                          |                           |                          |                           |                        |                         |                                 |                      |
| Бедіха Гюн             | до 53 кг             | Bye                      | Чон М С (PRK) L 0–4 ST    | Завершив виступ          | Завершив виступ           | Завершив виступ        | Завершив виступ         | Завершив виступ                 | 18                   |
| Еліф Жалі Ешильирмак   | до 58 кг             | Bye                      | Фаззарі (CAN) W 3–1 PP    | Ітьо (JPN) L 1–3 PP      | Завершив виступ           | Bye                    | Амрі (TUN) L 1–3 PP     | Завершив виступ                 | 9                    |
| Хафізе Шахін           | до 63 кг             | Нуньйос (BRA) W 5–0 VT   | Тражукова (RUS) L 1–3 PP  | Завершив виступ          | Завершив виступ           | Завершив виступ        | Завершив виступ         | Завершив виступ                 | 8                    |
| Бусе Тосун             | до 69 кг             | Вєщек (POL) W 5–0 VT     | Досьо (JPN) L 0–4 ST      | Завершив виступ          | Завершив виступ           | Бережна (UKR) W 3–1 PP | Їтс (CAN) L 1–3 PP      | Завершив виступ                 | 7                    |
| Ясемін Адар            | до 75 кг             | Черкасова (UKR) W 3–1 PP | Букіна (RUS) L 1–3 PP     | Завершив виступ          | Завершив виступ           | Завершив виступ        | Завершив виступ         | Завершив виступ                 | 8                    |